# Лосиный тест

Маршрут «лосиного теста»

Лосиный тест — испытание автомобилей на устойчивость во время экстремальных манёвров. Тест проверяет, как автомобиль ведёт себя при резком объезде внезапно возникшего препятствия.

## Процедура
Тест выполняется на асфальтовом автополигоне только в сухую погоду.
Автомобиль нагружается до своей номинальной грузоподъёмности. Водитель на размеченном конусами полигоне делает двойную переставку (бросает машину сначала влево, затем вправо). Если машина выдержала испытание, тест повторяется на большей скорости — пока автомобиль не собьёт конусы. Редкий автомобиль выдерживает такое испытание на скоростях больших 70 км/ч.

## Интересные факты
- В Швеции этот тест называется «тест объездного манёвра» (Undanmanöverprov)[1]. Тест получил всемирную известность и неформальное имя в 1997 году, когда корреспондент одного из шведских автомобильных журналов[1] перевернул «Мерседес-Бенц» А-класса, в то время как «Трабант» замечательно прошёл тест.[2] На вопрос «Для чего?» корреспондент ответил газете «Зюддойче Цайтунг»: «чтобы проверить, как машина объезжает лося». «Мерседесу» пришлось переработать крупную партию машин, потеряв 250 млн долларов, и на следующий год машина оправдала свою марку.[2] В знак извинения к каждой машине прилагался плюшевый лось.[2]
- В SAAB лосиным тестом также называется испытание автомобиля на столкновение с чучелом лося.[3] Из всех зверей средней полосы лось особенно опасен для водителя и пассажиров: удар 300-килограммовой туши на стройных ногах приходится на лобовое стекло. С той же целью австралийцы проверяют автомобили на столкновение с кенгуру.[4]